# Luis Bernardo Jalón
Luis Bernardo Jalón y Tejada, también como Bernardo Xalón, (¿? - Sevilla, 6 de abril de 1659; fl. 1623-1659) fue un compositor y maestro de capilla español.

## Vida
Existen pocas noticias de la vida de Luis Bernardo Jalón y además son confusas, debido a que Baltasar Saldoni en su Diccionario biográfico-bibliográfico de efemérides de músicos españoles (1868) menciona a dos compositores, «Luis Jerónimo Jalon»: 149  y «Bernardo Jalon (Xalon)»: 149 , que parecen ser la misma persona. La entrada de «Luis Jerónimo Jalon» contiene incluso errores groseros. Además, el hermano de Luis Bernardo, Pedro Jalón y Tejada, coincidió en Burgos y Sevilla con su hermano como organista, lo que también ha llevado a algunas confusiones.
Luis Bernardo Jalón era hijo de Pedro Jalón, contralto de la Catedral de Burgos y recibió su formación musical en la misma catedral como mozo del coro.
Tras la vacante dejada por la partida de Bartolomé de Montañana, Jalón fue nombrado maestro de capilla de la Colegiata de Berlanga de Duero. Pero solo permanecería dos meses en el cargo, desde donde pasó al Real Monasterio de la Encarnación de Madrid. Permaneció en el monasterio tres años ejerciendo el magisterio.
Tras la partida de Alonso de Tejeda de la Catedral de Burgos el 20 de febrero de 1623, para irse a la Catedral de Zamora, quedó vacante el cargo de maestro de capilla en la metropolitana. Bernardo Jalón escribió al cabildo desde la Encarnación de Madrid ofreciéndose para el cargo, a condición de que fuese con las mismas condiciones de Tejada. El 23 de marzo de 1623 fue elegido. Hubo dificultades para su nombramiento, puesto que la Encarnación había escrito al arzobispo de Burgos, Fernando de Acevedo, tratando de impedir el traslado de Jalón. El cabildo, para contratar al maestro, acudió a un truco jurídico y administrativo, poniendo los edictos de las oposiciones con término en 24 horas. Aun así, se presentó un segundo opositor, Pedro Martínez Vélez, maestro de capilla de la Catedral de Santo Domingo de la Calzada. En Burgos además se nombró el 14 de diciembre de 1628 a Pedro Jalón, su hermano, como organista, tres meses después del fallecimiento del padre de ambos.
En 1634 la Catedral de Cuenca le ofreció el magisterio, que Jalón aceptó, pero en el momento de tomar posesión del cargo, renunció. En Burgos fue maestro de Urbán de Vargas, con el que mantendría un largo pleito por el pago de las clases recibidas.
Bernardo disfrutó de una buena reputación en la Catedral, pero su partida no fue sin dificultades. En julio de 1642 solicitó permiso para acompañar a su hermano a Sevilla para realizar las oposiciones para el cargo de organista. Una vez concedido el permiso, Jalón escribió al cabildo avisándoles «de paso» que se le había concedido el magisterio de la Catedral de Toledo.

Juan Carrera, receptor general de la obra desta santa iglesia de Toledo, mande pagar al maestro Jalón, Maestro de Capilla, quinientos reales que vanen diez y siete mil mrs. que se libran a buena quenta que con ésta y su recibo habiendo tomado la razón Francisco de Andrade, contador de la dicha obra, se le pasarán en quenta.
Toledo, 30 del mes de marzo de 1643. Tomé la razón, Francisco de Andrade

El 13 de agosto estaba de vuelta en Burgos, disculpándose y solicitando su antiguo cargo. El cabildo burgalés no lo aceptó de vuelta en el cargo, pero le pagó algo de dinero por sus composiciones. En 1643 estaba en la Catedral de Santiago de Compostela, pero permaneció pocos meses, ya que en enero de 1644 tomó posesión del magisterio de la Catedral de Sevilla.
Tras una larga enfermedad del maestro Francisco de Santiago, el cabildo hispalense finalmente decidió el 13 de noviembre de 1643 nombrar a un sucesor:

[...] llamado el cabildo para determinar lo más conveniente en razón de maestro de capilla, por estar el padre fray francisco de santiago mas a de tres años ympedido con enfermedad de perlesía, se votó si se dilataría este llamamiento por ahora o se trataría del y salió determinado que se trate del luego, y se voto yn voce lo que seria bien se le diese al padre maestro fray francisco de santiago, supuesto que se trata de nombrar maestro de capilla atento a la mucha necesidad que ay del y salió por mayor parte de votos verbales, que le den ocho mil reales atento a los muchos años y lo bien que a servido el dicho officio de maestro de capilla y que esta tan enfermo que en la cama donde está, no se puede rebolver sino tiene quien le ayude y que a menester el regalo y quien le sirva y le cure como es razón y que se pongan luego edictos para desde primero de diciembre de este año, con termino de sesenta días para proveer el dicho magisterio y que se envíen a todas partes para que vengan opositores a el.
Actas capitulares de la Catedral de Sevilla, 1643 fol. 75r.

Jalón fue nombrado maestro de Sevilla el 14 de diciembre de 1643 y tomó posesión del cargo el 1 de enero de 1644.

"Este día llamado el cabildo para nombrar maestro de capilla de esta santa yglesia, nombró de conformidad [a] luis gerónimo Jalón que al presente esta en toledo y mandó que se llame luego y que yo el presente secretario le escriva como está nombrado en el dicho officio, que puede venir luego a servirlo con el mismo salario que su antecesor.
Actas capitulares de la Catedral de Sevilla, 1643 fol. 78r.

El maestro debía recibir una media ración equivalente a la de su predecesor, por un valor de 8000 reales (727 ducados), con un aumento de 200 ducados que debía solicitar cada año, pero solo tras el fallecimiento del maestro Santiago. Con este aumento pretendían por lo menos igualar las condiciones económicas que tenía Jalón en otros magisterios. Además se le concedieron «los manuales», una remuneración adicional por asistir al coro.
Durante su magisterio en Sevilla realizó diversos viajes en búsqueda de músicos para la capilla. Se sabe que en noviembre de 1645 viajó a Málaga. Otra de sus obligaciones, la composición de la música para las fiestas de guardar, y durante su magisterio el «villancico» sustituyó a la «chanzoneta», aunque en ese momento ambas composiciones eran un mismo tipo. Jalón también trató de introducir el arpa como instrumento de acompañamiento, aunque sin éxito. No sería hasta 1708 que el arpa acabaría entrando definitivamente en la catedral hispalense.
El maestro falleció de forma inesperada el 5 de abril de 1659 en Sevilla.

Año de 1659 lunes cinco (de abril) murió Luis Bernardo Jalón, maestro de capilla, se mandó enterrar en los clérigos menores, se dobló por él como medio racionero y no tuvo otra cosa.
Memoriales sepulchrales, fol. 73r

## Obra
La actividad más destacada de Jalón en Burgos fue la presentación de un «autico», para el que compuso «ciertas letras y tonos». La obra no fue representada «algunos inconvenientes de gasto y otras cosas [...] por hogaño», pero había sido revisado por varios canónigos que lo hallaron muy bueno. En Burgos solo se conserva una misa a doce voces, pero sin acompañamiento.
Solo se conservan dos obras en Sevilla. Un Christus factus est y un O redemptor, ambas a 4 voces.